# Plottendorf

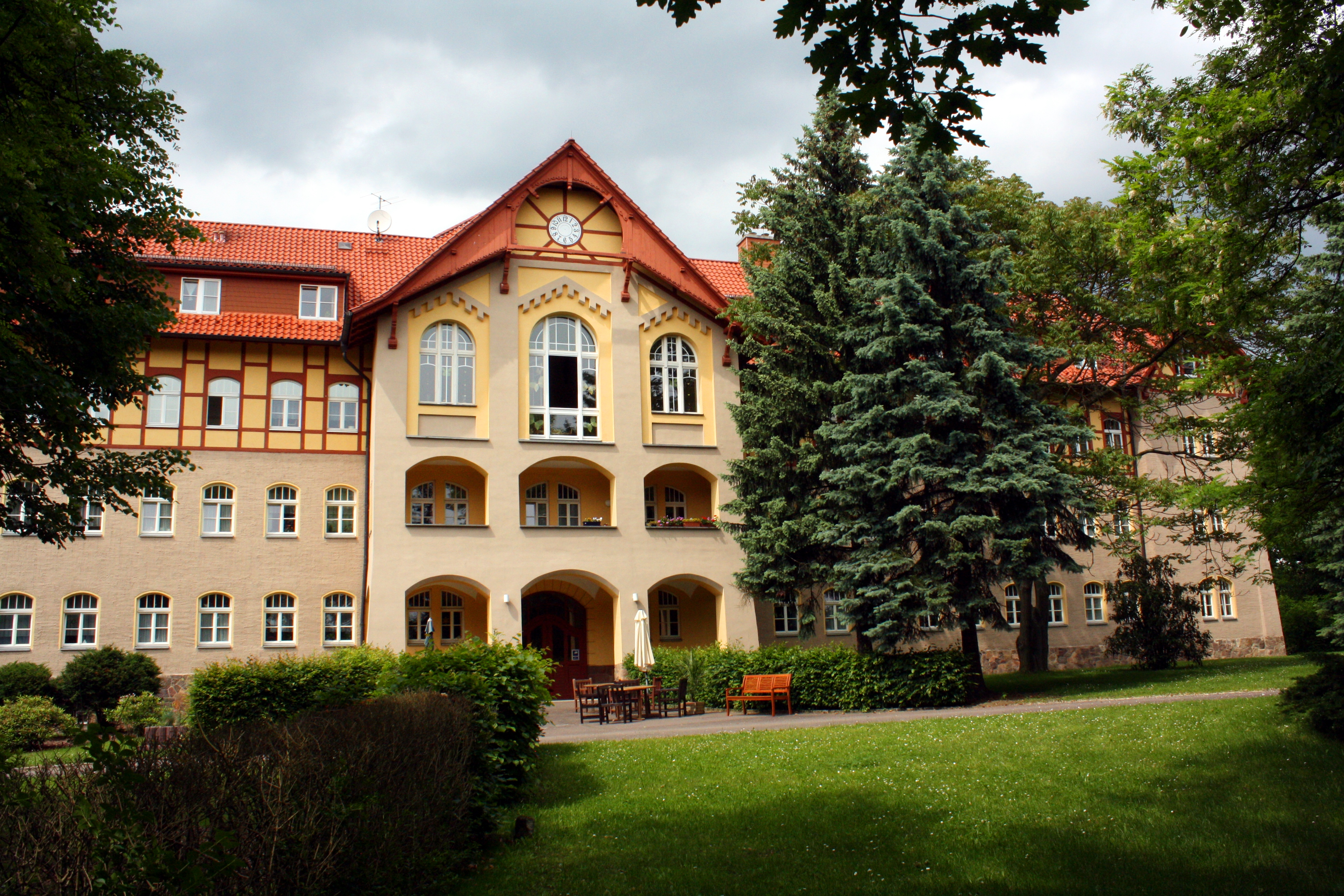
Seniorenwohnsitz am Rand des Kammerforstes

Plottendorf ist ein Ortsteil von Treben im Landkreis Altenburger Land in Thüringen.

## Lage
Plottendorf liegt in der Talaue der Pleiße, etwa einen Kilometer westlich des Hauptortes Treben und etwa 7 Kilometer (Luftlinie) nördlich der Kreisstadt Altenburg. Westlich des Ortes erstreckt sich das etwa 10 km² große Waldgebiet Kammerforst, in wesentlichen Teilen entstand der Wald als Bergbaufolgelandschaft der Braunkohleförderung.

## Geschichte
Zwischen 1181 und 1214 fand die urkundliche Ersterwähnung des Ortes statt, der um 1200 Plotindorf hieß. Der Ortskern östlich der Bahnstrecke Leipzig–Hof ist noch als slawischer Rundling mit Blockflur erkennbar. Westlich dieser befinden sich zu DDR-Zeiten errichtete Ein- und Mehrfamilienhäuser sowie das Altersheim.
Im 13. und 14. Jahrhundert hatten die Burggrafen von Altenburg Besitz im Ort, den sie an den Deutschen Orden zu Altenburg veräußerten. Später gehörte Plottendorf zum wettinischen Amt Altenburg, welches ab dem 16. Jahrhundert aufgrund mehrerer Teilungen im Lauf seines Bestehens unter der Hoheit folgender Ernestinischer Herzogtümer stand: Herzogtum Sachsen (1554 bis 1572), Herzogtum Sachsen-Weimar (1572 bis 1603), Herzogtum Sachsen-Altenburg (1603 bis 1672), Herzogtum Sachsen-Gotha-Altenburg (1672 bis 1826). Bei der Neuordnung der Ernestinischen Herzogtümer im Jahr 1826 kam der Ort wiederum zum Herzogtum Sachsen-Altenburg. Nach der Verwaltungsreform im Herzogtum gehörte Plottendorf bezüglich der Verwaltung zum Ostkreis (bis 1900) bzw. zum Landratsamt Altenburg (ab 1900). Das Dorf gehörte ab 1918 zum Freistaat Sachsen-Altenburg, der 1920 im Land Thüringen aufging. Ab 1922 lag Plottendorf im Landkreis Altenburg.
Die Böden zwischen Haselbach und Plottendorf sind sehr tonhaltig, die Mächtigkeit der Flöze lag zwischen 8 und 12 Metern. Im Jahr 1854 wurde eine Tonwarenfabrik in Plottendorf gegründet, sie war die älteste im Altenburger Land und befindet sich nördlich des Ortes. Sie exportierte zu DDR-Zeiten hauptsächlich in die Bundesrepublik. 1942 musste das Dorf ein Lager für Zwangsarbeiter einrichten. Am 1. Juli 1950 wurde Plottendorf nach Treben eingemeindet. In der DDR-Zeit prägten Braunkohle-Tagebaue die Region zwischen Borna und Altenburg. Die Bauern waren in der LPG Typ III Sieg des Sozialismus in Gerstenberg beschäftigt.
Am Rand des Kammerforstes wurde von 1905 bis 1908 ein Altersheim errichtet. Vorausgegangen war eine Spende der Landeskinder des Herzogtums Sachsen-Altenburg, die diese Herzog Ernst I. zu seinem 50. Regierungsjubiläum für gemeinnützige Zwecke übergaben. Es wurde 1944 als Lazarett eingerichtet. Im Jahr 1945 wurde es zur Tuberkuloseheilstätte. 1966 wird es wieder zum Altenheim. Von 1999 bis 2001 erfolgte die Errichtung eines Anbaus.
Bekannt wurde der Ort 1991 durch eine Buchrettungsaktion von Martin Weskott, als DDR-Literatur einfach auf Mülldeponien gekippt wurde.

## Mit Plottendorf verbundene Persönlichkeiten
- Erich Dietz (1903 – 1990), Bildhauer und Maler
- Annemarie Hase (1909 – 1999), Bildhauerin und Keramikerin

## Verkehr
Plottendorf ist über den Haltepunkt Treben-Lehma (Bahnstrecke Leipzig–Hof) an das Streckennetz der S-Bahn Mitteldeutschland angeschlossen. Die modernen Bombardier Talent 2 Züge verkehren im Stundentakt zwischen Zwickau, Altenburg, Leipzig und dem Flughafen Leipzig/Halle.